# Les Santes

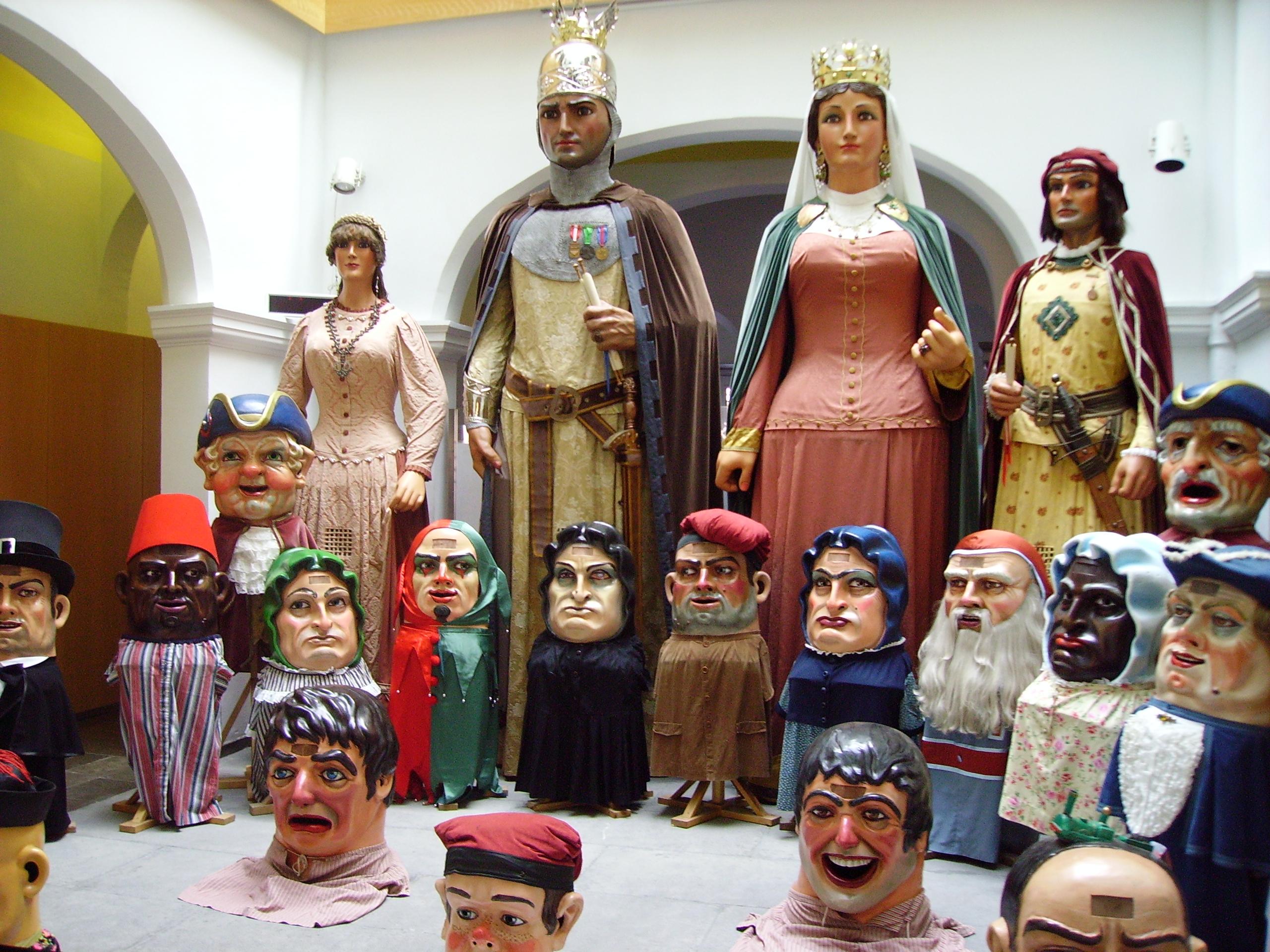
Família Robafaves

Les Santes es la fiesta mayor de la ciudad de Mataró (Barcelona), España. Que se celebra del 24 al 29 de julio en honor de Santa Juliana y Santa Semproniana. Los últimos años ya hay actividades unos días antes, Les Santes Esportivas desde el 11 de julio o las Dissantes, organizadas con la colaboración de la Fundació Maresme entre ellas. 
La noche más esperada por todos los Mataronenses es la del 25 de julio, cuando se celebra la “Nit boja”. En ella se vive uno de los momentos más emblemáticos de las fiestas: el “desvetllament bellugós” y las figuras (gigantes) de la ciudad bailan al son de El Bequetero mientras el pueblo cuenta hasta quince, salta y corea la melodía. La noche acaba con la también famosa "ruixada" en el parque central donde los más jóvenes bailan la música más sonada del momento mientras se mojan con el agua que van tirando desde diferentes puntos de este espacio.
Uno de sus actos más singulares es la misa cantada Misa de Gloria (1848) del padre Manuel Blanch, que se interpreta cada 27 de julio en la Basílica de Santa María. El 27 de julio es el día central de la fiesta, celebrado con fuegos artificiales en la playa y festivo en la ciudad.
Otro de los momentos más reconocidos de estos días es el celebrado el día 28, donde después de beber una deliciosa bebida con ingredientes secretos denominada “Juliana”, se baja al ayuntamiento para cantar, mientras bailan los gigantes, el popular “no n’hi ha prou” (lo que vendría a ser en castellano “no tenemos suficiente”).
En 2010 la Generalidad de Cataluña les otorgó el título de Fiesta Patrimonial de Interés Nacional.

## Historia
Santa Juliana y Santa Semproniana fueron dos mártires del cristianismo nacidas en Iluro –en la actualidad Mataró– en el último cuarto del siglo II. Fueron dos discípulas de San Cucufate (Sant Cugat) a quien acompañaron hasta Sant Cugat en el año 304, donde fue decapitado. Las jóvenes enterraron cristianamente el cuerpo del santo pero la guardia las sorprendió, fueron acusadas y degolladas por cristianas allí mismo. Es considerada la mejor fiesta mayor de Cataluña.

## El cartel de las fiestas
El cartel de Les Santes es diferente cada año. Los últimos años desde la concejalía de Cultura han escogido el artista que querían que hiciera la propuesta. En otras ocasiones ha sido el pueblo quien ha escogido, o desde Cultura se ha hecho una propuesta directamente. Lo que es seguro es que siempre genera mucha expectación entre los ciudadanos. Muchas controversias, quejas, alegrías. Es muy importante para los ciudadanos ya que también pasará a formar parte de la camiseta de las fiestas, y evidentemente de todas las calles de la ciudad.

## Las comparsas institucionales
Las comparsas institucionales de Mataró son:
- La família Robafaves i els nans. Son una familia de gigantes, formada por Robafaves, el cabeza de familia; su mujer, la Geganta (giganta); su hija, la Toneta y el marido de esta, Maneló. Además toda una corte de cabezudos que siempre les acompañan bailando alegremente. Los cabezudos, o Capgrossos, son figuras folclóricas hechas de cartón. Son cabezas grotescas, a veces con cuello incluido, que con una persona dentro dan la sensación de una figura humana acortada.
- El Drac de Mataró y el Dragalió. Esta figura está inspirada en el dragón que hay en el casco de Robafaves. Apareció en la ciudad el día de San Jorge (Sant Jordi) de 1991. El Dragalió es el hijo del Drac, una figura infantil y divertida que apareció por primera vez en Les Santes de 2007. A estas dos figuras les acompañan Els tabalers del Drac y los del Dragalió.
- L'Àliga (el Águila). Se recuperó el año 1987 aunque la figura está documentada desde el siglo XVII. Es la comparsa más solemne y representa al ciudadano en los actos que tienen presencia los miembros del consistorio. Sus movimientos y bailes son majestuosos y elegantes. Los músicos que la acompañan son los ministrils.
- Les Diablesses. Es una de las pocas comparsas totalmente femenina como grupo de fuego partícipe de cercaviles y correfocs de las festividades. La comparsa nació en 1985 y tiene una música de tambores interpretada por los Tabalers do Maresme.
- Momerota y Momeroteta. La Momerota es la primera figura de fuego que recuperó la ciudad en 1979. Tiene baile propio, alegre y vistoso, y le acompaña la música del tambor. La Momeroteta es la hija de la Momerota. Nació en 1982.

## Calendario festivo
La fiesta propiamente tiene una duración de 5 días. Del 24 de julio hasta el 29. Los actos principales son:
- 24 de julio. Havaneres.
- 25 de julio. Crida a la Festa Major y Nit Boja.
- 26 de julio. La Barra, Correguspira y Ball de Festa Major.
- 27 de julio. Matinades, Anada a Ofici, Missa de Les Santes, Passada y Fuegos.
- 28 de julio. Anada a la Residència, Ball de Dracs, Ball de Requisits de Festa Major y No n'hi ha prou!
- 29 de julio. Xeringada, Anem a Tancar, Espetec final i l'Albada.